# Nørre Vilstrup
 For alternative betydninger, se Vilstrup Sogn.
Nørre Vilstrup er en landsby i Sydjylland med 370 indbyggere  (2024). Nørre Vilstrup er beliggende fem kilometer sydvest for Vejle og tre kilometer nordøst for Jerlev. Byen tilhører Vejle Kommune og er beliggende i Region Syddanmark.
Den hører til Skibet Sogn. Indtil 1963 havde den en landsbyskole, der sammen med sognekommunens to andre skoler i Jennum og Knabberup blev erstattet af den nye centralskole i Skibet.